# 木俁神

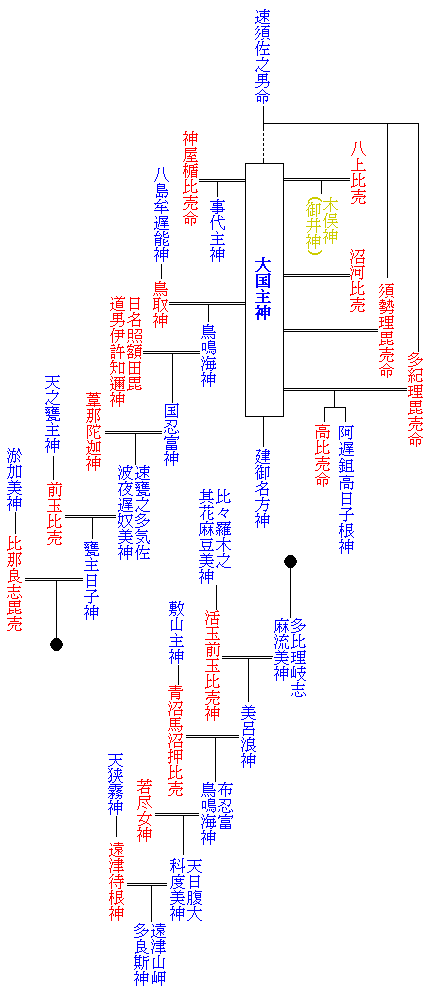
大國主神之世系圖

木俁神（キノマタノカミ）乃《古事記》裡的記述，祂是日本神話中大國主神和八上比賣生下的兒子，別名為御井神（ミイノカミ）。

## 概要

### 古事記之記載
據《古事記》上卷記載，須佐之男命追逐葦原色許男到黃泉比良坂，遙遙對著大穴牟遲神（葦原色許男、大國主神）大喊：「祢用我的大刀和弓矢，躲在山腳下伏擊祢那些異母兄弟（指那些迫害大國主神的八十眾神）吧！將祂們趕到河灘上，你就會成為統治葦原中國的大國主神、宇都志國玉神了。但祢必須把我的女兒須世理毘賣納為正室，並在宇迦能山腳下建造一座壯麗的宮殿，上面要架起高聳雲霄的交叉長木，祢們就住在那裡吧！祢這個壞小子！」後來大穴牟遲神按其吩咐，成功制服了迫害祂的八十眾神，並建立、統治葦原中國。而八千矛神（大穴牟遲神、大國主神）雖依約迎娶元配八上比賣，然而後者畏懼須世理毘賣的妒火，將生下來的兒子吊在樹枝上即返回因幡。故此子名曰木俁神，亦名御井神。

## 解說
縱然《古事記》並未明確指出該神明之性別，不過一般信徒將之視為大穴牟遲神之長男，掌管樹木、水、安胎順產等。

## 信仰
在日本主祭木俁神的神社除各地之御井神社外，另計有下列：
- 五百井神社（滋賀縣栗東市）
- 氣多若宮神社（岐阜縣飛驒市）
- 大井神社（京都府龜岡市）

## 內部連結
- 大國主神
- 八上比賣
- 須勢理姬神

## 外部連結
- （日語）御井神の系譜 （页面存档备份，存于）